# Unity (Oregon)
Unity és una població dels Estats Units a l'estat d'Oregon. Segons el cens del 2000 tenia 131 habitants.

## Demografia
Segons el cens del 2000, Unity tenia 131 habitants, 57 habitatges, i 36 famílies. La densitat de població era de 110 habitants per km².
Dels 57 habitatges en un 35,1% hi vivien nens de menys de 18 anys, en un 47,4% hi vivien parelles casades, en un 7% dones solteres, i en un 35,1% no eren unitats familiars. En el 33,3% dels habitatges hi vivien persones soles el 8,8% de les quals corresponia a persones de 65 anys o més que vivien soles. El nombre mitjà de persones vivint en cada habitatge era de 2,3 i el nombre mitjà de persones que vivien en cada família era de 2,89.
Per edats la població es repartia de la següent manera: un 29% tenia menys de 18 anys, un 10,7% entre 18 i 24, un 24,4% entre 25 i 44, un 26,7% de 45 a 60 i un 9,2% 65 anys o més.
L'edat mediana era de 37 anys. Per cada 100 dones de 18 o més anys hi havia 97,9 homes.
La renda mediana per habitatge era de 27.679$ i la renda mediana per família de 28.250$. Els homes tenien una renda mediana de 28.750$ mentre que les dones 14.375$. La renda per capita de la població era de 13.673$. Aproximadament el 5,3% de les famílies i el 15,8% de la població estaven per davall del llindar de pobresa.

## Poblacions més properes
El següent diagrama mostra les poblacions més properes.